# Leșten
Leșten (în bulgară Лещен) este un sat  în Obștina Gărmen, Regiunea Blagoevgrad, Bulgaria.

## Demografie
Componența etnică a satului Leșten
     Nicio identificare (100%)
     Altele (0%)
La recensământul din 2011, populația satului Leșten era de 2 locuitori. . Pentru 100,0% din locuitori nu este cunoscută apartenența etnică.